# Межозерный сельсовет
Межозерный сельсовет — сельское поселение в Барабинском районе Новосибирской области Российской Федерации.
Административный центр — деревня Юный Пионер.

## История
Статус и границы сельского поселения установлены Законом Новосибирской области от 2 июня 2004 года № 200-ОЗ «О статусе и границах муниципальных образований Новосибирской области»

## Население
| 2002  | 2010  | 2012  | 2013  | 2014  | 2015  | 2016  |
| ----- | ----- | ----- | ----- | ----- | ----- | ----- |
| 1518  | ↘1323 | ↘1274 | ↘1244 | ↘1195 | ↗1200 | ↘1196 |
| 2017  | 2018  | 2019  | 2020  | 2021  |       |       |
| ↘1184 | ↘1168 | ↘1165 | ↘1123 | ↘1091 |       |       |

## Состав сельского поселения
| № | Населённый пункт | Тип населённого пункта          | Население |
| - | ---------------- | ------------------------------- | --------- |
| 1 | Бадажки          | деревня                         | ↘322      |
| 2 | Дунаевка         | посёлок                         | ↘192      |
| 3 | Новокурупкаевка  | деревня                         | ↘358      |
| 4 | Юный Пионер      | деревня, административный центр | ↘451      |

### Упразднённые населённые пункты
Белорощинский — упразднённый в 1983 году посёлок.